# تيريزا أندرسون
تيريزا أندرسون (بالإنجليزية: Theresa Andersson؛ بالسويدية: Theresa Andersson) هي مغنية وكاتبة غنائية سويدية وأمريكية، ولدت في 11 سبتمبر 1971 في غوتلاند في السويد.

## وصلات خارجية
- تيريزا أندرسون على موقع IMDb (الإنجليزية)
- تيريزا أندرسون على موقع ميوزك برينز (الإنجليزية)
- تيريزا أندرسون على موقع أول ميوزيك (الإنجليزية)
- تيريزا أندرسون على موقع أول ميوزيك (الإنجليزية)
- تيريزا أندرسون على موقع أول ميوزيك (الإنجليزية)
- تيريزا أندرسون على موقع ديسكوغز (الإنجليزية)
- تيريزا أندرسون على موقع قاعدة بيانات الفيلم (الإنجليزية)